# 茨城県道・栃木県道234号小田野大那地線

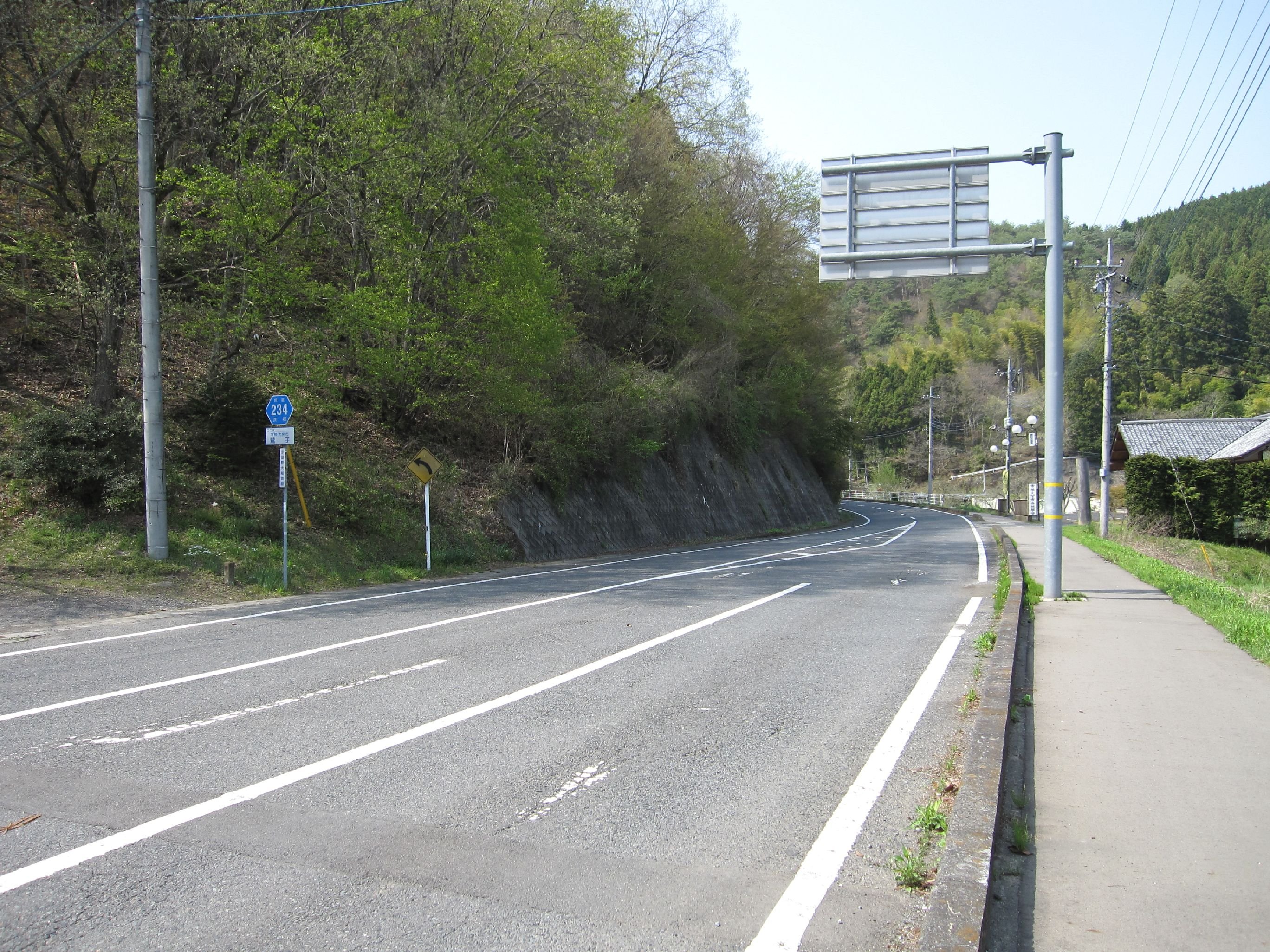
常陸大宮市鷲子（起点）付近

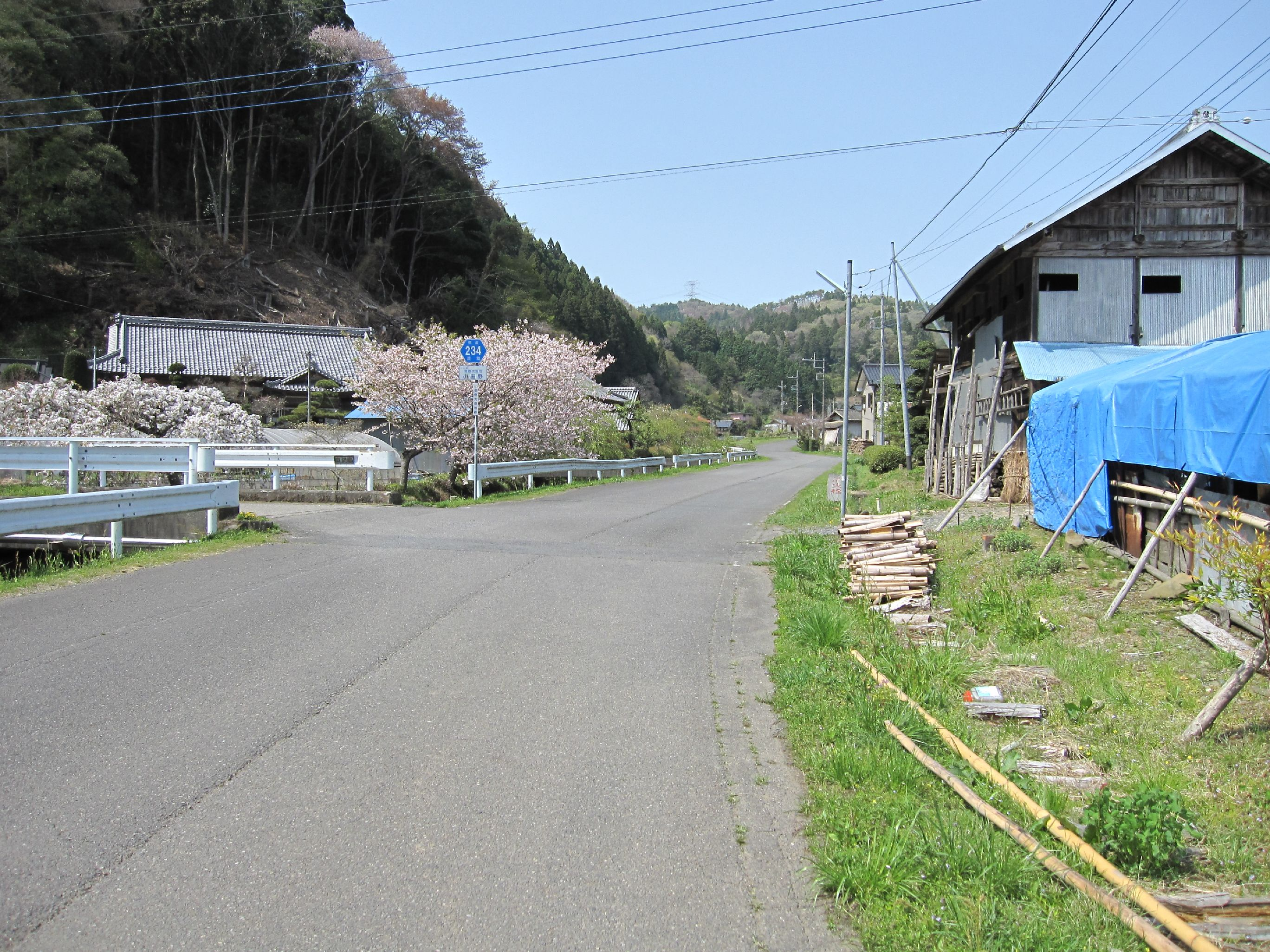
常陸大宮市小田野付近

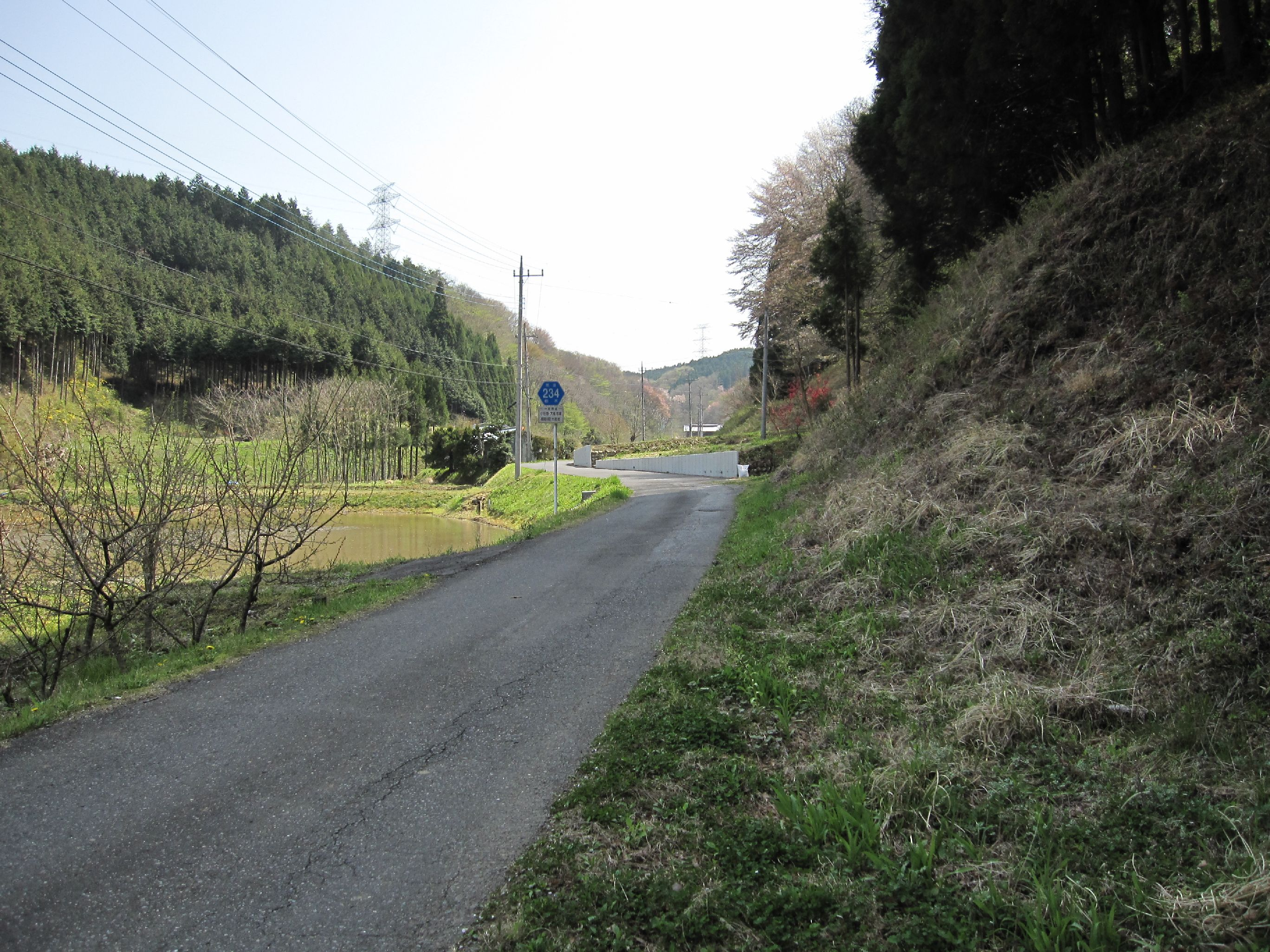
那珂川町大那地（終点）付近

茨城県道・栃木県道234号小田野大那地線（いばらきけんどう・とちぎけんどう234ごう おだのおおなちせん）は、茨城県常陸大宮市から栃木県那須郡那珂川町に至る一般県道である。

## 概要
茨城県常陸大宮市美和地域の中心部から同市小田野を経由し、茨城・栃木県境にある烏帽子掛峠を越えて栃木県那珂川町で最も東にある集落である大那地に至る道路。県境の峠道は行き違い困難な1車線の道路となっており、通行には十分な注意を要する。

### 路線データ
- 起点：茨城県常陸大宮市鷲子45-1番地（鷲子交差点＝国道293号、茨城県道29号常陸太田那須烏山線交点）[1]
- 終点：栃木県那須郡那珂川町大那地（栃木県道232号矢又大内線交点）
- 総延長：7.493 km（茨城県区間：6.135 km[2]、栃木県区間：1.358 km）
- 重用延長：*.* km（茨城県区間：0.0 km[2]、栃木県区間：*.* km）
- 未供用延長：なし（茨城県区間：0.0 km[2]、栃木県区間：*.* km）
- 実延長：*.* km（茨城県区間：6.135 km[2]、栃木県区間：*.* km）
- 自動車交通不能区間延長[注釈 1]：*.* km（茨城県区間：0.076 km[2]、栃木県区間：*.* km）

## 歴史
1959年（昭和34年）10月14日、新たな県道として茨城県那珂郡美和村大字小田野口を起点とし、栃木県那須郡馬頭町中ノ坪を終点とする区間を本路線とする県道小田野口中ノ坪線として茨城県が県道路線認定した。
1995年（平成7年）に整理番号234となり、2008年（平成20年）に路線名称を県道小田野大那地線に改称した。

### 年表
- 1959年（昭和34年）10月14日
  - 茨城県道小田野口中ノ坪線として認定（図面対照番号143）[3]。
  - 茨城県内の道路の区域は、那珂郡美和村大字小田野口の県道大宮馬頭線分岐から県界那珂郡美和村大字小田野上郷までと決定された[4]。
- 1961年（昭和36年）4月1日：栃木県道小田野口中ノ坪線として認定。
- 1979年（昭和54年）6月12日：新起点・那珂郡美和村大字鷲子 - 大字小田野の道路改良新道（332m）が開通[1]。
- 1995年（平成7年）3月30日：茨城県区間において、整理番号が整理番号202から現在の番号（整理番号234）に変更される[5]。
- 2003年（平成15年）3月13日：那珂郡美和村大字小田野地内で狭隘な現道（約1.5km）を拡幅[6]。
- 2008年（平成20年）4月1日：現在の名称である小田野大那地線へ改称[7]。

## 道路施設
- 三浦橋（〈緒川支流〉、常陸大宮市小田野）

## 地理

### 通過する自治体
- 茨城県
  - 常陸大宮市
- 栃木県
  - 那須郡那珂川町

### 沿線
- ライジングゴルフクラブ（常陸大宮市小田野）